# 威爾斯親王號航空母艦 (R09)
威爾斯親王號航空母艦（英語：HMS Prince of Wales  (R09)），是英國皇家海軍第二艘伊麗莎白女王級航空母艦，2024年12月接替伊麗莎白女王號成為皇家海軍艦隊旗艦。它是英國皇家海軍第八艘同樣取名為威爾斯親王的軍艦。威爾斯親王號和它的姊妹艦伊麗莎白女王號為皇家海軍有史以來建造的最大戰艦。它們的目的是多用途的載體，可適應完成多種角色。兩艘航母的母港都為樸資茅斯海軍基地。

## 歷史

### 測試與服役
船身打造開始於2011年，2014年7月4日，伊麗莎白號下水儀式的同一天，命名為「威爾斯親王」號。52個總段由英國各地的6個船廠承製，最後在羅塞斯造船廠（Rosyth Dockyard）組裝，2017年下水。2019年9月19日，威爾斯親王號儀裝全面完工，首次出港做海試，根據航母聯盟（Aircraft Carrier Alliance）總經理李斯特（Simon Lister）介紹，該船因有女王號做樣版可以加快，進度提高了十八%，並于2019年12月10日交付英軍正式服役，預計2023年具备作战能力。

### 任務與遠航
該艦2019年服役以來，受到批評已經3次漏水，累計出戰日數只有87天。對此，皇家海軍發言人回應時指，安排該艦去年留在樸茨茅斯海軍基地，是以強化裝備之故，確保準備好執行行動。2021年底，即服役兩年後英方就先宣布其具備操作能力，該艦還開始擔任2022年1月以來北約指揮艦的角色。然而許多專家都稱該船還早尚未準備好。
2022年8月艦隊原定前往美洲首次遠洋巡訪，但遭遇軍方稱之「技術故障」無法執行，後來船隻因擱淺而需修理，任務完全取消。

### 返港維修
2022年10月12日，威爾斯親王號航空母艦因螺旋槳軸損壞，被迫進入船廠維修；且因其後伊麗莎白女王號航空母艦面臨同樣問題，英國皇家海軍無力同時負擔兩艘航母維修費用，故現階段將威爾斯親王號航空母艦零部件拆卸下，以供伊麗莎白女王號使用維持其能力，威爾斯親王號處於無限期維修狀態，故甚至一度傳言可能要報廢，不過英海軍喊話稱只是暫時的，最終戰艦於2023年7月21日完成維修後回到海上。

### 2025年高桅行動
威爾斯親王號領導「高桅行動」，执行一項為期八個月的航母打擊群部署任務。该艦前往印太地區，於2025年4月22日啟航。挪威、西班牙和加拿大參與此次行動，並派遣艦艇加入。途中，他們在地中海參與北約大型演習「海王星打擊25」（Neptune Strike 25）。隨後，他們將通過紅海危機區，與印度、新加坡、馬來西亞和美國進行聯合演習。
6月9日與10日，航母打擊群與印度海軍進行了一次通過演習（PASSEX），參與單位包括印度海軍的塔巴爾號（INS Tabar）、一艘潛艦以及一架波音P-8I海神海上巡邏機，英國皇家海軍則出動了威爾斯親王號與里士滿號。此次在阿拉伯海北部進行的演習展示了協調一致的戰術機動與聯合直升機控制作業，突顯兩軍之間的互操作性。
2025年6月14日，一架從威爾斯親王號上起飛的英國皇家海軍F-35B戰機，在印度喀拉拉邦的特里凡得琅國際機場緊急降落。